# IC 3237
IC 3237 је спирална галаксија у сазвјежђу Береникина коса која се налази на листи објеката дубоког неба у Индекс каталогу.
Деклинација објекта је + 28° 29' 38" а ректасцензија 12h 22m 58,0s. Привидна величина (магнитуда) објекта IC 3237 износи 15,2 а фотографска магнитуда 16,0.